# Poker Face (bài hát của Hamasaki Ayumi)
"Poker Face" là đĩa đơn đầu tay của Hamasaki Ayumi dưới hãng đĩa Avex Trax.

## Danh sách track
1. "Poker Face"
2. "Friend"
3. "Poker Face" (nhạc đệm)
4. "Friend" (nhạc đệm)

## Phát hành lại
Đĩa đơn phát hành lại ngày 28 tháng 2 năm 2001 với 4 bài hát mới.

### Danh sách track
1. "Poker Face"
2. "Friend"
3. "Poker Face" (KM Marble Life Remix)
4. "Poker Face" (Nao'S Attitude Mix)
5. "Poker Face" (D-Z Spiritual Delusion Mix)
6. "Poker Face" (Orienta-Rhythm Club Mix)
7. "Poker Face" (Instrumental)
8. "Friend" (Instrumental)

## Biểu diễn trực tiếp
- 14 tháng 4 năm 1998 - Nikkan Hitto - Poker Face
- 20 tháng 4 năm 1998 - Hey! Hey! Hey! - Poker Face
- 21 tháng 4 năm 1998 - Utaban - Poker Face
- 24 tháng 4 năm 1998 - Rave - Poker Face
- 28 tháng 4 năm 1998 - Music Station - Poker Face